# Шкапенко, Павел Леонидович
Павел Леонидович Шкапенко (укр. Павло Леонідович Шкапенко; 16 декабря 1972, Запорожье — 17 апреля 2023, Киев) — украинский футболист, полузащитник. Выступал за сборную Украины.

## Карьера

### Клубная
С детства занимался разными видами спорта, такими как хоккей, плавание, лёгкая атлетика, спортивная гимнастика. Начинал играть в футбол в составе районной команды «Трансформатор», затем перешёл в СДЮШОР запорожского «Металлурга», где его первым тренером стал Николай Скрыльник.
В основной команде дебютировал в 17 лет, завоевав с командой путевку в Высшую лигу СССР. С каждым следующим сезоном тренеры доверяли Павлу все больше времени на поле. Первый чемпионат Украины Шкапенко провёл довольно ярко и обратил на себя внимание селекционеров киевского «Динамо».
Сезон 1992/93 Павел начал в составе столичного клуба и скоро прочно занял место в основном составе. За первых три сезона он забил 28 голов, что является отличным показателем для полузащитника. Отдельно можно выделить матч 1/16 Лиги Чемпионов 1993/94 против «Барселоны». В первом матче киевляне выиграли 3-1, а Шкапенко записал на свой счёт забитый головой мяч после подачи Виктора Леоненко. Этот матч стал одним из лучших в карьере Шкапенко.
В составе «Динамо» полузащитник провёл 6 сезонов, однако чем дальше, тем больше стали беспокоить травмы. Одна из них была особенно неприятна — пришлось отрезать часть мышц передней поверхности бедра, и существовала вероятность того, что Шкапенко придется завершить карьеру. К счастью, все обошлось. Желая получать больше игровой практики, Павел попросил клуб отдать его в аренду. В 1998 году он был арендован киевским ЦСКА.
Вернувшись из аренды, Шкапенко понял, что его время в «Динамо» подошло к концу, и согласился на обмен в «Уралан», согласно которому в «Динамо» из Элисты перешли Артем Яшкин и Сергей Кормильцев. Однако играть в столице Калмыкии ему практически пришлось. Руководство клуба задолжало полузащитнику крупную сумму денег, а затем подделало его подпись на документах, подтверждавших получение Павлом подъёмных и заработной платы. КДК претензии Шкапенко были признаны обоснованными, и он получил статус свободного агента.
Следующим клубом Шкапенко в российском этапе карьеры стало московское «Торпедо», в составе которого он провёл 2 сезона. Поначалу всё складывалось удачно, однако затем последовала травма, и Павел перестал попадать в состав. В конце концов, после разговора с наставником и руководством клуба Шкапенко был отдан в аренду в ярославский «Шинник», выступавший в первой лиге. По результатам второго круга стал лучшим бомбардиром команды.
После окончания срока аренды «Торпедо» предоставило игроку статус свободного агента. Шкапенко присоединился к «Томи», на следующий сезон он перешёл в краснодарскую «Кубань». Однако из-за постоянных травм был вынужден завершить карьеру, проведя только 14 игр.
По состоянию на октябрь 2014 года тренировал команду «Рубин» из Песковки, выступающую в чемпионате Киевской области.
Умер 17 апреля 2023 года в возрасте 50 лет. Похоронен на Совском кладбище в Киеве

## Семья
Жена Оксана, однако официально их брак не был зарегистрирован. Две дочери — Полина и Мария. Жена — специалист по купле-продаже недвижимости. После окончания карьеры игрока Шкапенко начал активно ей в этом помогать, а дочери с 2015 года занимаются модельной карьерой.

### В сборной
За сборную Украины сыграл 10 матчей. Дебют — 18 мая 1993 года в товарищеском матче со сборной Литвы. Участник отборочных турниров ЧЕ-1996 и ЧМ-1998.

## Достижения
- Чемпион Украины (6): 1993, 1994, 1995, 1996, 1997, 1998.
- Обладатель Кубка Украины (3): 1993, 1996, 1998.
- Бронзовый призёр в чемпионате высшей лиги России: 2000.
- Чемпион первого дивизиона чемпионата России: 2001.
- Бронзовый призёр первого чемпионата дивизиона России: 2002.
- Серебряный призёр первого дивизиона чемпионата России: 2003.